# Achteruitrijlicht

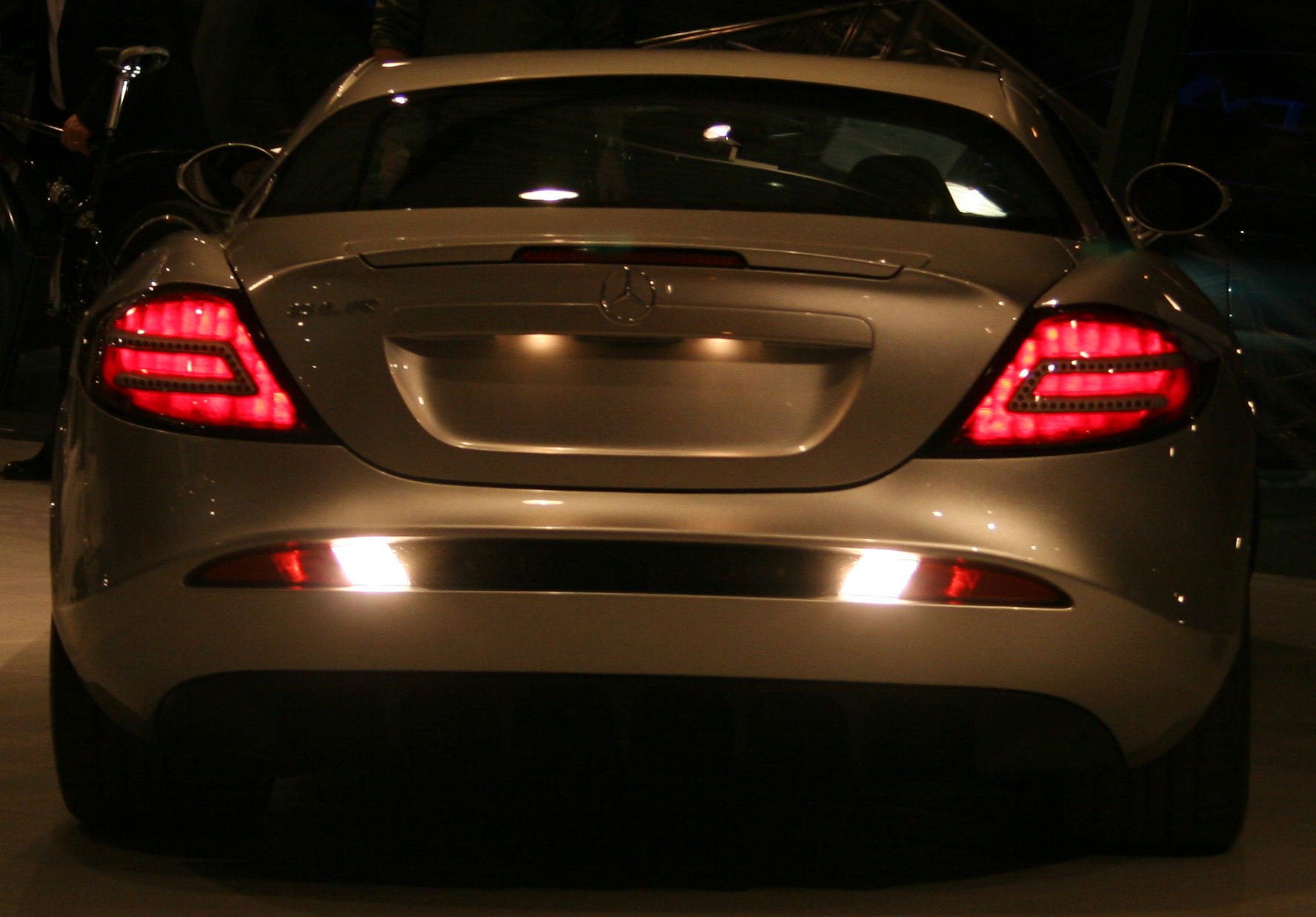
Achteruitrijlichten op een Mercedes-Benz SLR McLaren

Een achteruitrijlicht is een wit of geel licht dat op de achterzijde van voertuigen  is gemonteerd.

## Werking
Het licht gaat branden zodra de versnellingsbak in de stand "achteruit" staat, om achterliggers te verwittigen dat het voertuig achteruit gaat rijden of dat al doet.

## Wetgeving Nederland
Eén of twee achteruitrijlichten zijn verplicht op motorvoertuigen met meer dan twee wielen van na 31 december 1997. Op oudere voertuigen is het licht wel toegestaan (en vrijwel altijd aanwezig). In het geval van aanhangwagens is het licht niet verplicht, maar wel toegestaan. Als men met een aanhangwagen zonder achteruitrijlicht achteruitrijdt, dient men de alarmknipperlichten te gebruiken.

### per 1 januari 2010
- Het aantal extra achteruitrijlichten is niet meer bepaald; de extra achteruitrijlichten mogen aan de zijkant van het voertuig worden aangebracht; bovendien mogen deze ook branden bij het vooruitrijden met een snelheid van niet meer dan 10 km/h.

### per 1 januari 2013
- Op een vrachtauto en een lange aanhangwagen van meer dan 6 meter worden twee achteruitrijlichten verplicht in plaats van één